# Tratado de Eulsa
O Tratado Japão-Coreia de 1905, também conhecido como o Tratado de Eulsa ou Tratado de Protetorado Japão-Coreia, foi celebrado entre o Império do Japão e o Império Coreano em 1905. As negociações foram concluídas em 17 de novembro de 1905.
Na metonímia "Tratado de Ulsa," a palavra Eulsa ou Ulsa deriva do 42º ano do ciclo sexagenário do calendário coreano, no qual o tratado foi assinado. O tratado é identificado por alguns nomes, incluindo a Segunda Convenção Japão-Coreia (japonês: 第二次日韓協約, coreano: 제2차한일협약, 第二次韓日協約), Tratado de Restrição de Eulsa (coreano: 을사늑약, 乙巳勒約), Tratado de Proteção Eulsa (japonês: 乙巳保護条約, coreano: 을사보호조약), e Tratado de Proteção da Coreia (japonês: 韓国保護条約). Ele foi influenciado pelo resultado da Guerra Russo-Japonesa.

## Antecedentes
Depois da vitória do Japão na Guerra Russo-Japonesa, com a subsequente diminuição da influência russa, e o Acordo Taft-Katsura, pelo qual os Estados Unidos concordaram em não interferir com o Japão em assuntos referentes à Coreia, o governo japonês buscou formalizar sua esfera de influência na península da Coreia.
Representantes de ambos os Impérios encontraram-se em Seul para resolver diferenças em assuntos relacionados à futura política externa da Coreia. No entanto, com o palácio imperial coreano sob ocupação das tropas japonesas, e o Exército Imperial Japonês estacionado em locais estratégicos na Coreia, o lado coreano estava em desvantagem nas discussões.

## Formação do tratado

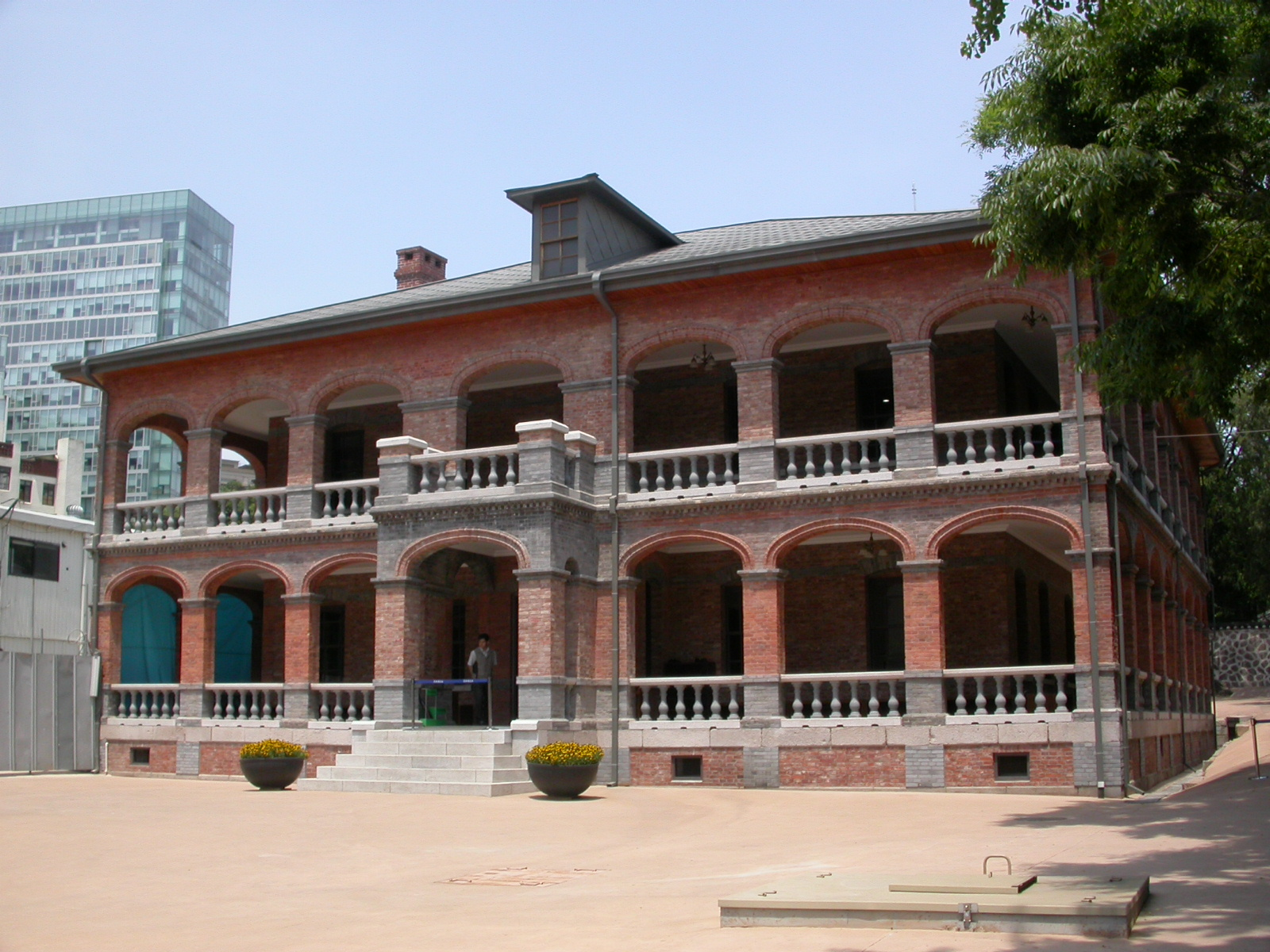
Jungmyeongjeon, onde o tratado foi assinado

Em 9 de novembro de 1905, Ito Hirobumi chegou em Seul e deu a carta do Imperador do Japão para Gojong, Imperador da Coreia, que propunha o tratado. A partir de 15 de novembro de 1905, ele ordenou que as tropas japonesas cercassem o palácio imperial coreano e ameaçou o imperador a assinar o tratado.
Em 17 de novembro de 1905, Hasegawa e Ito entraram no Jungmyeongjeon Hall, uma construção em estilo europeu que uma vez era parte do Palácio Deoksu, para persuadir Gojong a assinar, mas ele recusou e delegou o assunto aos ministros. Ito forçou o gabinete a assinar o tratado. O Primeiro Ministro coreano Han Gyu-seol se opôs gritando em voz alta. Ito ordenou os guardas a trancá-lo em uma sala e disse que se ele continuasse a gritar, eles poderiam matá-lo. O gabinete coreano assinou um acordo que foi preparado por Ito em Jungmyeongjeon. O acordo deu ao Japão responsabilidade completa quanto aos assuntos estrangeiros da Coreia, e colocou todo o comércio dos portos coreanos sob a supervisão japonesa.

## Provisões do tratado
Esse tratado privou a Coreia de sua soberania diplomática, na prática tornando a Coreia um protetorado do Japão. As provisões do tratado entraram em vigor em 17 de novembro de 1905, o que deixou as fundações para o Tratado Japão-Coreia de 1907, e a subsequente anexação da Coreia em 1910.
O tratado foi considerado como entrado em vigor depois de ter recebido a assinatura de cinco ministros coreanos:
- Ministro da Educação Lee Wan-Yong (이완용; 李完用)
- Ministro do Exército Yi Geun-taek (이근택; 李根澤)
- Ministro do Interior Yi Ji-yong (이지용; 李址鎔)
- Ministro das Relações Exteriores Pak Je-sun (박제순; 朴齊純)
- Ministro da Agricultura, Comércio e Indústria Gwon Jung-hyeon (권중현; 權重顯)

O Imperador Gojong da Coreia não concordou nem assinou o tratado. Outros oficiais que participaram do tratado incluem:
- Primeiro Ministro Han Gyu-seol (한규설; 韓圭卨)
- Ministro das Finanças Min Yeong-gi (민영기; 閔泳綺)
- Ministro da Justiça Yi Ha-yeong (이하영; 李夏榮, mais tarde, no entanto, ele passou a concordar com o tratado)

### Controvérsia

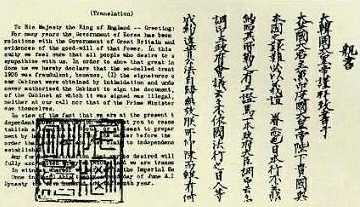
A análise de Gojong do "tratado de 1905"

O Imperador Gojong enviou cartas pessoais para a maioria dos chefes de estado para pedir pelo apoio contra a assinatura ilegal. Em 21 de fevereiro de 1908, ele tinha enviado 17 cartas com o selo imperial, incluindo para os seguintes oito líderes:
- Eduardo VII do Reino Unido
- Clément Armand Fallières
- Nicolau II da Rússia
- Francisco José I da Áustria
- Vítor Emanuel III da Itália
- Leopoldo II da Bélgica
- Guangxu
- Guilherme II da Alemanha, que escreveu a mão pessoalmente para Gojong[14]

Em 1907, o Imperador coreano Gojong enviou três emissários secretos para a Segunda Convenção Internacional da Paz de Haia para protestar contra o caráter abusivo do Tratado de Eulsa. No entanto, as grandes potências do mundo recusaram-se a permitir a Coreia de participar  da conferência.
Não apenas o Imperador, mas os outros coreanos protestaram contra o Tratado. [Jo Byeong-se]] e Min Yeong-hwan, que eram altos oficiais e lideraram a resistência contra o Tratado de Eulsa, suicidaram-se como prova da resistência. Yangbans locais e pessoas do povo se juntaram aos exércitos justos. Eles eram chamados de "Eulsa Euibyeong" (을사의병, 乙巳義兵), que significa "exército justo contra o Tratado de Eulsa".
Este protesto, a falta da concordância real e a intimidação das tropas japonesas durante as negociações foram usadas por historiadores e advogados posteriores para questionar a validade legal do tratado, por ser assinado sob coação, embora o tratado tivesse permanecido sem contestações internacionais até a Rendição do Japão na Segunda Guerra Mundial.

## Rescisão
Este tratado, mais tarde, foi confirmado ser "já nulo" pelo Tratado de Relações Básicas entre Japão e República da Coreia, concluído em 1965.
Em uma declaração conjunta em 23 de junho de 2005, oficiais da Coreia do Sul e Coreia do Norte reiteraram sua posição de que o Tratado de Eulsa era nulo e sem efeito devido à coação dos japoneses.
A Coreia do Sul atualmente está tomando a propriedade e outros ativos dos descendentes de pessoas que foram identificadas como colaboradores dos japoneses na época do tratado.